# Kornelija Zaicevaitė
Kornelija Zaicevaitė (ur. 6 września 1999) – litewska zapaśniczka walcząca w stylu wolnym. Zajęła ósme miejsce na mistrzostwach Europy w 2018. Trzynasta na igrzyskach europejskich w 2019. Brązowa medalistka mistrzostw nordyckich w 2017 i 2018. Siódma na igrzyskach wojskowych w 2019 roku.